# Atletica leggera alla XXIX Universiade
Le gare di atletica leggera della XXIX Universiade si sono disputate a Taipei, a Taiwan, dal 23 al 28 agosto 2017.

## Podi

### Uomini
| Specialità | Oro                                                                          | Risultato | Argento | Risultato | Bronzo                                                                                       | Risultato |
| --- | ---------------------------------------------------------------------------- | --------- | --- | --------- | -------------------------------------------------------------------------------------------- | --------- |
| 100 m (dettagli) | Yang Chun-han                                                                | 10"22     | Thando Roto | 10"24     | Cameron Burrell                                                                              | 10"27     |
| 200 m (dettagli) | Jeffrey John                                                                 | 20"93     | James Linde | 20"96     | Ján Volko                                                                                    | 20"99     |
| 400 m (dettagli) | Luguelín Santos                                                              | 45"24     | Yoandys Lescay | 45"31     | Rafał Omelko                                                                                 | 45"56     |
| 800 m (dettagli) | Jesús Tonatiu López                                                          | 1'46"06   | Mohammed Belbachir                                                                                                   | 1'46"73   | Aymeric Lusine                                                                               | 45"56     |
| 1500 m (dettagli) | Timo Benitz                                                                  | 3'43"45   | Alexis Miellet | 3'43"91   | Jonathan Davies                                                                              | 3'43"99   |
| 5000 m (dettagli) | François Barrer                                                              | 14'00"86  | Jonathan Davies | 14'02"46  | Andreas Vojta                                                                                | 14'02"65  |
| 10000 m (dettagli) | Sadic Bahati                                                                 | 29'08"68  | Nicolae Soare | 29'12"76  | Kazuya Shiojiri                                                                              | 29'20"96  |
| 110 m ostacoli (dettagli) | Balázs Baji                                                                  | 13"35     | Chen Kuei-ru | 13"55     | Damian Czykier                                                                               | 13"56     |
| 400 m ostacoli (dettagli) | Juander Santos                                                               | 48"65     | Chen Chieh | 49"06     | Abdelmalik Lahoulou                                                                          | 49"30     |
| 3000 m siepi (dettagli) | Krystian Zalewski                                                            | 8'35"88   | Rantso Mokopane | 8'36"25   | Ali Messaoudi                                                                                | 8'37"14   |
| Staffetta 4×100 m (dettagli) | Giappone Yusuke Tanaka Shuhei Tada Sho Kitagawa Jun Yamashita Shusei Nomoto* | 38"65     | Stati Uniti John Lewis III LeShon Collins Jacarias Martin Cameron Burrell Curtis Brown* Amere Lattin* O'Shea Wilson* | 38"69     | Taipei Cinese Wei Yi-ching Yang Chun-han Cheng Po-yu Chen Chia-hsun We Erchang* Yeh Shou-po* | 39"06     |
| Staffetta 4×400 m (dettagli) | Rep. Dominicana Luis Charles Luguelín Santos Andito Charles Kendris Díaz     | 3'04"34   | Stati Uniti Curtis Brown Cameron Burrell LeShon Collins Amere Lattin Kahmari Montgomery Jordan Clarke                | 3'06"68   | Rep. Ceca Lukas Hodbod Martin Juránek Vít Müller Filip Snejdr Jan Tesar                      | 3'08"14   |
| Mezza maratona (dettagli) | Kei Takanishi                                                                | 1h06'09"  | Naoki Kudo | 1h06'23"  | Kengo Suzuki                                                                                 | 1h06'56"  |
| Mezza maratona a squadre (dettagli) | Giappone                                                                     | 3'19"28   | Sudafrica | 3'31"38   | Turchia                                                                                      | 3'34"42   |
| Marcia 20 km (dettagli) | Toshikazu Yamanishi                                                          | 1'27"30   | Julio César Salazar                                                                                                  | 1'28"20 ~ | Fumitaka Oikawa                                                                              | 1'30"11 ~ |
| Marcia 20 km a squadre (dettagli) | Giappone                                                                     | 4'28"41   | Messico | 4'29"14   | Ucraina                                                                                      | 4'41"34   |
| Salto in alto (dettagli) | Falk Wendrich                                                                | 2,29 m    | Marco Fassinotti | 2,29 m    | Hsiang Chun-hsien                                                                            | 2,26 m    |
| Salto con l'asta (dettagli) | Diogo Ferreira                                                               | 5,55 m    | Sergey Grigoryev | 5,50 m    | Claudio Stecchi                                                                              | 5,40 m    |
| Salto in lungo (dettagli) | Radek Juška                                                                  | 8,02 m    | Yasser Triki | 7,96 m    | Raihau Maiau                                                                                 | 7,91 m    |
| Salto triplo (dettagli) | Nazim Babayev                                                                | 17,01 m   | Hugues Fabrice Zango                                                                                                 | 16,97 m   | Ryoma Yamamoto                                                                               | 16,80 m   |
| Getto del peso (dettagli) | Francisco Belo                                                               | 20,86 m   | Konrad Bukowiecki | 20,16 m   | Andrei Gag                                                                                   | 20,12 m   |
| Lancio del disco (dettagli) | Reginald Jagers                                                              | 61,24 m   | Alin Firfirică | 61,13 m   | Róbert Szikszai                                                                              | 60,91 m   |
| Lancio del martello (dettagli) | Paweł Fajdek                                                                 | 79,16 m   | Pavel Bareisha | 77,98 m   | Serghei Marghiev                                                                             | 74,98 m   |
| Lancio del giavellotto (dettagli) | Cheng Chao-tsun                                                              | 91,36 m   | Andreas Hofmann | 91,07 m   | Huang Shih-feng                                                                              |           |
| Decathlon (dettagli) | Kyle Cranston                                                                | 7687 p.   | Juuso Hassi | 7566 p.   | Aaron Booth                                                                                  | 7523 p.   |
| record mondiale; record mondiale stagionale; record africano; record asiatico; record europeo; record nord-centroamericano e caraibico; record sudamericano; record oceaniano; record delle Universiadi; record nazionale; record personale; record personale stagionale. |                                                                              |           | |           |                                                                                              |           |

### Donne
| Specialità | Oro | Risultato | Argento                                                                      | Risultato | Bronzo                                                            | Risultato     |
| --- | --- | --------- | ---------------------------------------------------------------------------- | --------- | ----------------------------------------------------------------- | ------------- |
| 100 m (dettagli) | Sashalee Forbes | 11"18     | Irene Siragusa                                                               | 11"31     | Salomé Kora                                                       | 11"33         |
| 200 m (dettagli) | Irene Siragusa | 22"96     | Gunta Latiševa-Čudare                                                        | 23"15     | Anna Bongiorni                                                    | 23"47         |
| 400 m (dettagli) | Małgorzata Hołub | 51"76     | Justine Palframan                                                            | 51"83     | Bianca Răzor                                                      | 51"97         |
| 800 m (dettagli) | Rose Mary Almanza | 2'02"21   | Olha Lyakhova                                                                | 2'03"11   | Docus Ajok                                                        | 2'03"22       |
| 1500 m (dettagli) | Amela Terzić | 4'19"18   | Docus Ajok                                                                   | 4'19"48   | Kristiina Mäki                                                    | 4'20"65       |
| 5000 m (dettagli) | Hanna Klein | 15'45"28  | Docus Ajok                                                                   | 15'50"96  | Jessica O'Connell                                                 | 15'51"19      |
| 10000 m (dettagli) | Darya Maslova | 33'19"27  | Sanjivani Jadhav                                                             | 33'22"00  | Ai Hosoda                                                         | 33'27"89      |
| 110 m ostacoli (dettagli) | Nadine Visser | 12"98     | Ėl'vira Herman                                                               | 13"17     | Luca Kozák                                                        | 13"19         |
| 400 m ostacoli (dettagli) | Ayomide Folorunso | 55"63     | Joanna Linkiewicz                                                            | 55"90     | Olena Kolesničenko                                                | 56"14         |
| 3000 m siepi (dettagli) | Tuğba Güvenç | 9'51"27   | Viktória Gyürkés                                                             | 9'52"17   | Özlem Kaya                                                        | 9'52"59       |
| Staffetta 4×100 m (dettagli) | Svizzera Ajla Del Ponte Cornelia Halbheer Salomé Kora Selina von Jackowski                                              | 43"81     | Polonia Kamila Ciba Agata Forkasiewicz Małgorzata Kołdej Karolina Zagajewska | 44"19     | Giappone Ichiko Iki Miyu Maeyama Mizuki Nakamura Sayaka Takeuchi  | 44"56         |
| Staffetta 4×400 m (dettagli) | Polonia Iga Baumgart-Witan Martyna Dąbrowska Aleksandra Gaworska Małgorzata Hołub Justyna Święty Patrycja Wyciszkiewicz | 3'26"75   | Messico Natali Brito Leticia Cook Dania Aguillón Paola Morán                 | 3'33"98   | Romania Sanda Belgyan Camelia Gal Anamaria Nesteriuc Bianca Răzor | 3'34"16       |
| Mezza maratona (dettagli) | Yuki Munehisa | 1h13'48"  | Esma Aydemir                                                                 | 1h14'28"  | Saki Fukui                                                        | 1h14'37"      |
| Mezza maratona a squadre (dettagli) | Giappone | 3'43"35   | Turchia                                                                      | 3'55"13   | Taipei Cinese                                                     | 4'05"52       |
| Marcia 20 km (dettagli) | Inna Kashyna | 1'39"44   | Zhang Xin                                                                    | 1'41"18 ~ | Elisa Neuvonen                                                    | 1'42"50       |
| Marcia 20 km a squadre (dettagli) | Ucraina | 5'12"01   | Cina                                                                         | 5'19"12   | Non assegnata                                                     | Non assegnata |
| Salto in alto (dettagli) | Oksana Okuneva | 1,97 m    | Iryna Herashchenko                                                           | 1,91 m    | Airinė Palšytė                                                    | 1,91 m        |
| Salto con l'asta (dettagli) | Iryna Zhuk | 4,40 m    | Annika Roloff                                                                | 4,40 m    | Marta Onofre                                                      | 4,40 m SB     |
| Salto in lungo (dettagli) | Alina Rotaru | 6,65 m    | Nektaria Panagi                                                              | 6,42 m    | Anna Bühler                                                       | 6,38 m        |
| Salto triplo (dettagli) | Neele Eckhardt | 13,91 m   | Fu Luna                                                                      | 13,59 m   | Māra Grīva                                                        | 13,58 m       |
| Getto del peso (dettagli) | Brittany Crew | 18,34 m   | Klaudia Kardasz                                                              | 17,90 m   | Paulina Guba                                                      | 17,76 m       |
| Lancio del disco (dettagli) | Kristin Pudenz | 59,09 m   | Valarie Allman                                                               | 58,36 m   | Taryn Gollshewsky                                                 | 58,11 m       |
| Lancio del martello (dettagli) | Malwina Kopron | 76,85 m   | Hanna Malyshchyk                                                             | 74,93 m   | Joanna Fiodorow                                                   | 71,33 m       |
| Lancio del giavellotto (dettagli) | Marcelina Witek | 63,31 m   | Marina Saito                                                                 | 62,37 m   | Jenni Kangas                                                      | 60,98 m       |
| Eptathlon (dettagli) | Verena Preiner | 6224 p.   | Alysha Burnett                                                               | 5835 p.   | Noor Vidts                                                        | 5728 p.       |
| record mondiale; record mondiale stagionale; record africano; record asiatico; record europeo; record nord-centroamericano e caraibico; record sudamericano; record oceaniano; record delle Universiadi; record nazionale; record personale; record personale stagionale. | |           |                                                                              |           |                                                                   |               |

## Medagliere
| Pos.   | Paese           |    |    |    | Totale |
| ------ | --------------- | -- | -- | -- | ------ |
| 1      | Giappone        | 7  | 2  | 7  | 16     |
| 2      | Polonia         | 6  | 4  | 4  | 14     |
| 3      | Germania        | 5  | 2  | 1  | 8      |
| 4      | Ucraina         | 3  | 2  | 2  | 7      |
| 5      | Rep. Dominicana | 3  | 0  | 0  | 3      |
| 6      | Taipei Cinese   | 2  | 2  | 4  | 8      |
| 7      | Italia          | 2  | 2  | 2  | 6      |
| 8      | Francia         | 2  | 1  | 2  | 5      |
| 9      | Portogallo      | 2  | 0  | 1  | 3      |
| 10     | Stati Uniti     | 1  | 3  | 1  | 5      |
| 11     | Bielorussia     | 1  | 3  | 0  | 4      |
| 11     | Messico         | 1  | 3  | 0  | 4      |
| 13     | Romania         | 1  | 2  | 3  | 6      |
| 14     | Turchia         | 1  | 2  | 2  | 5      |
| 15     | Canada          | 1  | 2  | 0  | 3      |
| 16     | Ungheria        | 1  | 1  | 2  | 4      |
| 17     | Australia       | 1  | 1  | 1  | 3      |
| 17     | Uganda          | 1  | 1  | 1  | 3      |
| 19     | Cuba            | 1  | 1  | 0  | 2      |
| 20     | Rep. Ceca       | 1  | 0  | 2  | 3      |
| 21     | Austria         | 1  | 0  | 1  | 2      |
| 21     | Svizzera        | 1  | 0  | 1  | 2      |
| 23     | Azerbaigian     | 1  | 0  | 0  | 1      |
| 23     | Giamaica        | 1  | 0  | 0  | 1      |
| 23     | Kirghizistan    | 1  | 0  | 0  | 1      |
| 23     | Paesi Bassi     | 1  | 0  | 0  | 1      |
| 23     | Serbia          | 1  | 0  | 0  | 1      |
| 28     | Sudafrica       | 0  | 4  | 0  | 4      |
| 29     | Cina            | 0  | 3  | 0  | 3      |
| 30     | Algeria         | 0  | 2  | 2  | 4      |
| 31     | Finlandia       | 0  | 1  | 2  | 3      |
| 31     | Gran Bretagna   | 0  | 1  | 2  | 3      |
| 33     | Lettonia        | 0  | 1  | 1  | 2      |
| 34     | Burkina Faso    | 0  | 1  | 0  | 1      |
| 34     | Cipro           | 0  | 1  | 0  | 1      |
| 34     | India           | 0  | 1  | 0  | 1      |
| 34     | Kazakistan      | 0  | 1  | 0  | 1      |
| 38     | Belgio          | 0  | 0  | 1  | 1      |
| 38     | Lituania        | 0  | 0  | 1  | 1      |
| 38     | Moldavia        | 0  | 0  | 1  | 1      |
| 38     | Nuova Zelanda   | 0  | 0  | 1  | 1      |
| 38     | Slovacchia      | 0  | 0  | 1  | 1      |
| Totale | Totale          | 50 | 50 | 49 | 149    |